# Baldwin (Geòrgia)
Baldwin és una població dels Estats Units a l'estat de Geòrgia. Segons el cens del 2000 tenia 2.425 habitants.

## Demografia
Segons el cens del 2000, Baldwin tenia 2.425 habitants, 845 habitatges, i 583 famílies. La densitat de població era de 260,8 habitants per km².
Dels 845 habitatges en un 36,6% hi vivien nens de menys de 18 anys, en un 51,2% hi vivien parelles casades, en un 12,4% dones solteres, i en un 30,9% no eren unitats familiars. En el 26,2% dels habitatges hi vivien persones soles el 8,6% de les quals corresponia a persones de 65 anys o més que vivien soles. El nombre mitjà de persones vivint en cada habitatge era de 2,71 i el nombre mitjà de persones que vivien en cada família era de 3,26.
Per edats la població es repartia de la següent manera: un 26,2% tenia menys de 18 anys, un 13,5% entre 18 i 24, un 29,4% entre 25 i 44, un 16,3% de 45 a 60 i un 14,6% 65 anys o més.
L'edat mediana era de 30 anys. Per cada 100 dones de 18 o més anys hi havia 90,1 homes.
La renda mediana per habitatge era de 29.299 $ i la renda mediana per família de 33.011 $. Els homes tenien una renda mediana de 25.409 $ mentre que les dones 21.823 $. La renda per capita de la població era de 14.059 $. Entorn del 20% de les famílies i el 26,4% de la població estaven per davall del llindar de pobresa.

## Poblacions més properes
El següent diagrama mostra les poblacions més properes.